# СД Будућност Подгорица
Спортско друштво Будућност Подгорица, скраћено СД Будућност, је спортско друштво из Подгорице, Црна Гора.
По броју титула и историјским резултатима најуспешније је спортско друштво у Црној Гори и једно од најуспешнијих на простору некадашње Југославије. Поред освајања бројних титула државних првака, различити клубови друштва СД Будућност су били и прваци Европе.
У оквиру организације СД Будућност тренутно постоји 31 клуб у 29 различитих спортова. Један клуб (мушки рукометни) је распуштен.

## Клубови СД Будућност Подгорица
| Спорт   | Име клуба                            | Основан     |
| ------- | ------------------------------------ | ----------- |
| Фудбал  | ФК Будућност Подгорица               | 1925.       |
| Кошарка | КК Будућност ЖКК Будућност Подгорица | 1949. 1949. |
| Одбојка | ОК Будућност Подгорица               | 1936.       |
| Рукомет | ЖРК Будућност Подгорица              | 1949.       |

- РК Будућност Подгорица је распуштен

## Навијачка група Варвари
Навијачи Будућности су познати под именом Варвари, навијачка група је основана 1987. године. Традиционалне боје навијачке групе су плава и бела, које су и боје свих спортских клубова Будућности.
Варвари присуствују фудбалским, кошаркашким и рукометним утакмицама. У прошлости су посећивали и одбојкашке утакмице. За домаће утакмице ФК Будућност Подгорица, Варвари заузимају северну трибину подгоричког градског стадиона. Такође имају резервисану трибину у Спортском центру Морача, као навијачи КК Будућност.